# Data store
Data store 是用于存储以及管理数据的存储体，泛指：数据库、电子表格、文件系统、对象（面向对象编程中）等。Data Store 也可以是连接上述存储体的一个链接（connection）。